# Оболь (річка)
Оболь (біл. Обаль) — річка на півночі Білорусі на території Городоцького, Шумілінського та Полоцького районів Вітебської області, права притока річки Західної Двіни. Належить до водного басейну Балтійського моря.

## Географія
Річка починає свій витік із озера Єзерище, на схід від смт Єзерище, навпроти залишків Єзерищенського замку. Тече по Городоцькому та Шумілінському районах у межах північно-західної частині Городоцької височини та по північно-східній частині Полоцької низовини і впадає у річку Західна Двіна, за 1 км на південний захід від села Нові Горяни Полоцького району. Русло річки зарегульоване Ключогірським водосховищем. Найвищий рівень водопілля знаходиться біля селища міського типу Оболь у 1-й декаді квітня, середня висота над меженню 4,6 м, найбільша — 7,3 м (1956). Замерзає наприкінці 1-ї декаді грудня, льодохід із початку квітня. Весняний льодохід становить 4 доби.
Рівнинна річка. Долина переважно трапецієподібна, шириною 300-600 м (найбільша ширина до 2,5 км, між селами Мале Тешелове та Коновалове Городоцького району); у верхів'ї невиразна. Заплава двостороння, чергується по берегах, місцями зовсім відсутня; ширина її до впадіння річки Свина — 400-800 м, нижче — 100-200 м. Русло звивисте, шириною 8-20 м у верхній течії , 20-40 м — у середній, 25-30 м — у нижній. Довжина річки — 148 км, площа басейну — 2 690 км². Витрата води у гирлі — 19,4 м³/с.
Річка протікає через озеро Оболь. У басейні річки розташовані також озера: Кошо, Бернове, Чернове, Осмота, Свине, Велике Біле, Жоден, Верине та інші. Густота річкової мережі — 0,42 км/км².

## Фаунатафлора
У річці мешкають щука, окунь, лин, плітка, плоскирка, в'язь, краснопірка, минь , головень, пічкур, верховодка, сом. Зустрічається вугор. У замулених місцях і прилеглих меліоративних каналах — в'юн.
Водна рослинність: латаття біле, кубушка, очерет, комиш та ін

## Притоки
Річка Оболь на своєму шляху приймає кілька десятків різноманітних приток та струмків. Найбільші із них (від витоку до гирла):
| Назва притоки | Довжина,(км)  | Площа водозбірного басейну,(км²) | Середній похил русла,(м/км) | Витрата води,(м³/с) |
| праві притоки | праві притоки | праві притоки                    | праві притоки               | праві притоки       |
| ------------- | ------------- | -------------------------------- | --------------------------- | ------------------- |
| Свина         | 24            | 360                              | 0,6                         | 3,9                 |
| Цениця        | ~15           | .                                | ~0,8                        | .                   |
| Глибочка      | ~14           | .                                | ~1,8                        | .                   |
| ліві притоки  |               |                                  |                             |                     |
| Чернувка      | 23            | 97                               | .                           | .                   |
| Чорнівка      | 32            | 220                              | 1,6                         | 1,5                 |
| Чернявка      | ~28           | .                                | ~1,8                        | .                   |
| Видриця       | 17            | 49                               | 2,2                         | .                   |
| Усиса         | 50            | 423                              | 0,9                         | 3,2                 |
| Будовесть     | 23            | 284                              | 0,7                         | .                   |

## Населенні пункти
На берегах річки розташовані такі найбільші населенні пункти (від витоку до гирла): смт. Єзерище, села: Оболь, Коновалове, Киселі, Пролетарськ, Козяни, Красномай, Жданівка, Мишневичі, Заоболь, смт Оболь, село Нові Горяни.